# 전해질

전해질(電解質, 영어: electrolyte)은 이온 결합의 수용액 상태에서 전류가 흐르는 물질이다. 대표적인 전해질로는 염화나트륨, 황산, 염산, 수산화나트륨, 수산화칼륨, 질산나트륨 등이 있다. 염화나트륨은 고체 상태에서 전류가 흐르지(통하지) 않는 부도체이지만, 수용액 상태에서는 전류를 흘려 보내는 전도체이자 전해질이 된다. 강한 산과 염기나 가용성 염은 강한 전해질이 되고, 약한 산과 염기는 약한 전해질이 된다. 반대로 이온으로 나누어지지 않아서 전류가 통하지 않는 물질을 비전해질이라 한다.

## 같이 보기
- 수분-전해질 불균형